# Kňaží vrch
Kňaží vrch je přírodní rezervace v katastrálních územích obcí Modrová, Stará Lehota a Lúka v okrese Nové Mesto nad Váhom v Trenčínském kraji na Slovensku. Území bylo vyhlášeno v roce 1988 a jeho rozloha je 150,94 hektaru. Předmětem ochrany jsou společenstva skalních stepí s porostem dubu pýřitého (Quercus pubescens). Území je součástí evropsky významné lokality Tematínské vrchy.